# Terra d'Abbaya
La terra d'Abbaya fou una regió de l'Imperi Hitita, de situació desconeguda, on el rei Hattusilis I va derrotar a una força militar de diversos carros de combat. Probablement tenia una ciutat anomenada Abbaya.